# Devarodes ion
Devarodes ion là một loài bướm đêm trong họ Geometridae.